# Femme assise (George Grard)
La Femme assise est une sculpture en bronze du sculpteur belge George Grard créée en 1952.

## Description
On en trouve une version monumentale sur le côté droit des bâtiments du siège de la Banque nationale de Belgique, à Bruxelles en Belgique. Tournant le dos à la cathédrale Saints-Michel-et-Gudule et regardant vers le boulevard de Berlaimont, cette statue haute de 350 cm a été inaugurée en 1952.
Une version de taille plus modeste se dresse place de l'Accueil à Louvain-la-Neuve, non loin des Halles universitaires. Cette Femme assise nue est une sculpture en bronze haute de 1,27 m,. Ce nu féminin au regard humble, offert par Peter Wilhelm, a été installé sur la place en 2005 à l'occasion de l'inauguration du centre commercial « L'Esplanade »,. Pour reprendre les mots de l'ouvrage L'art dans la ville - Promenades à Ottignies-Louvain-la-Neuve « l'artiste, aujourd'hui décédé, fut célébré par d'aucuns comme un des derniers représentants de la sculpture classique ».

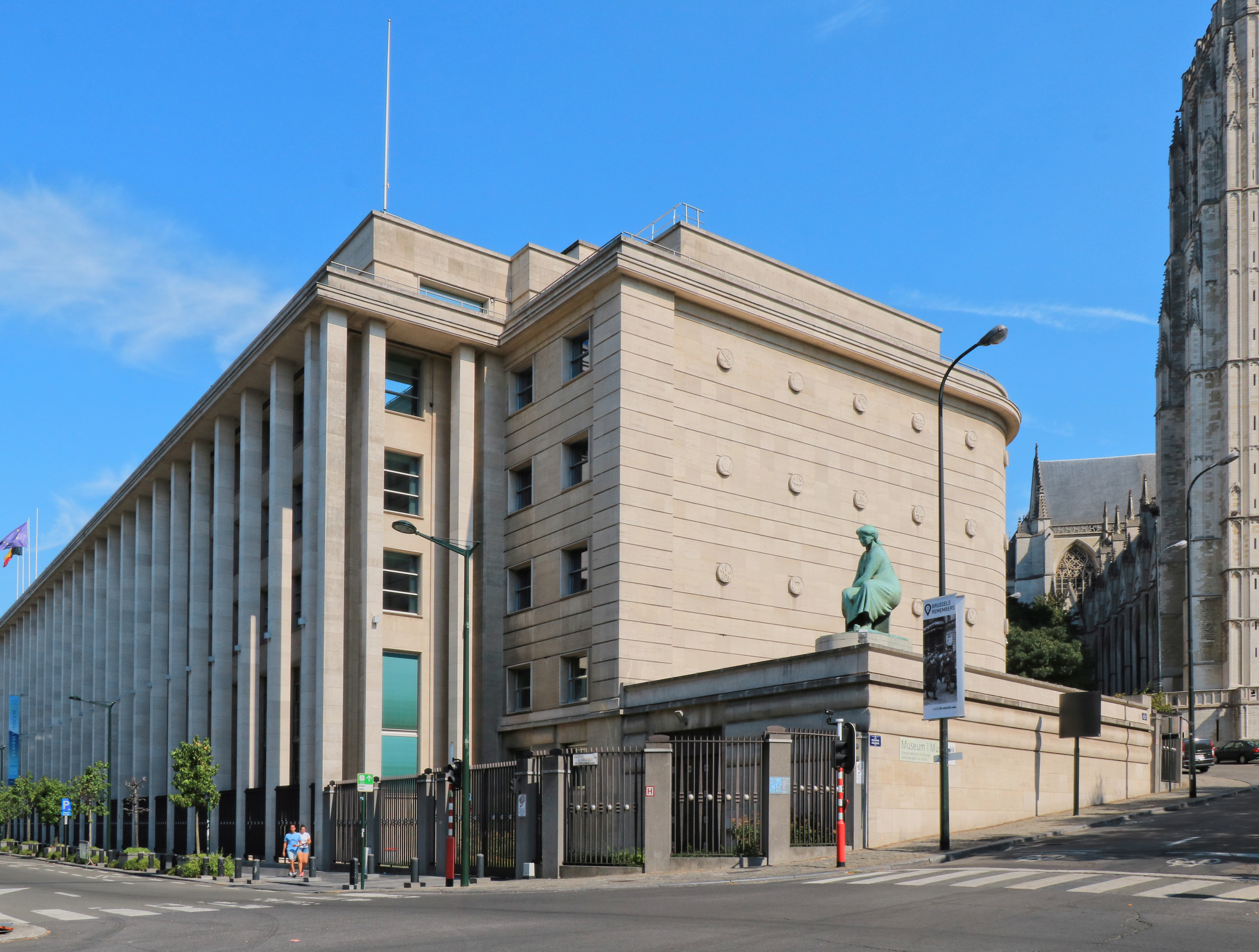
La Femme assise, à côté de la Banque nationale, à Bruxelles.
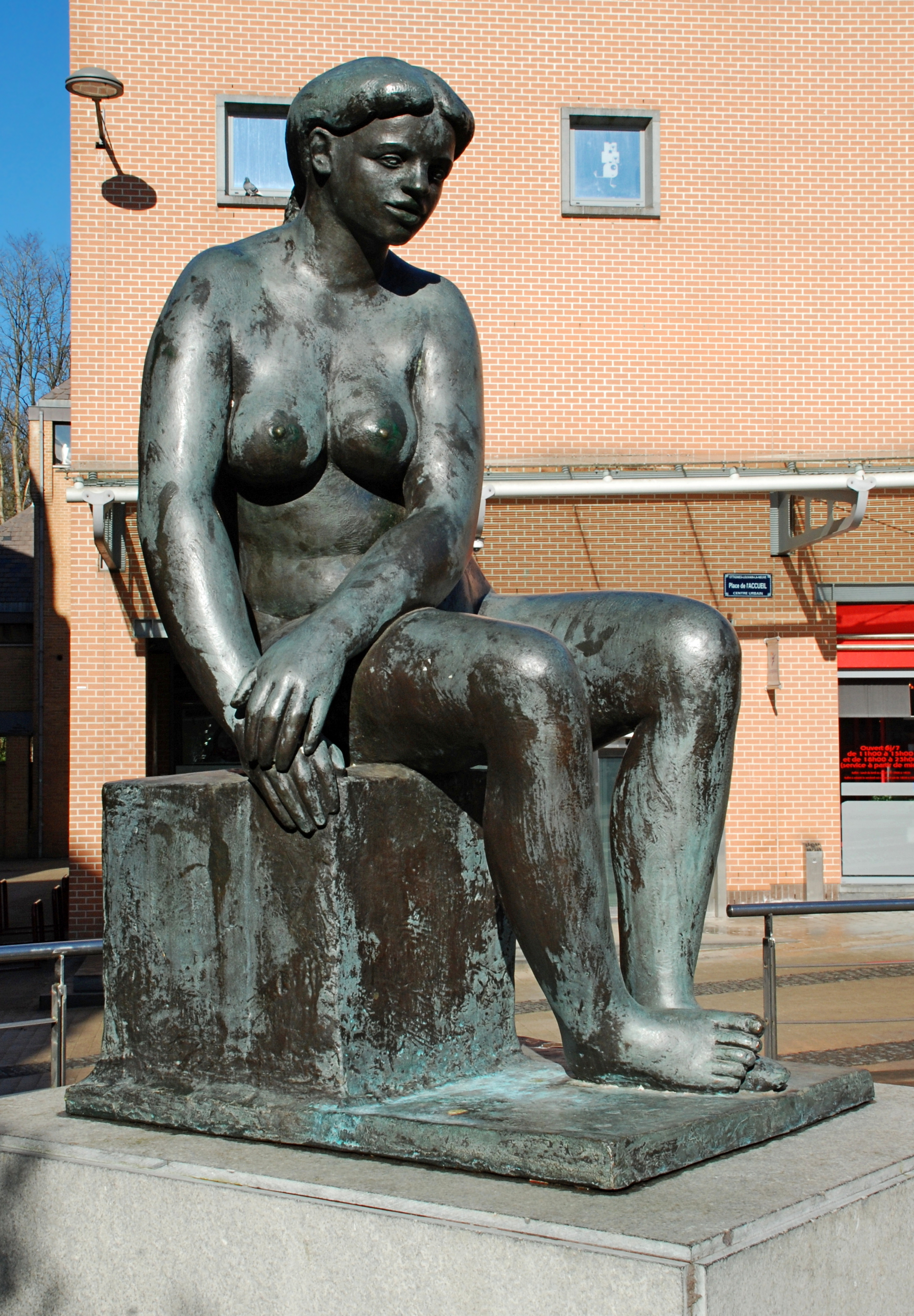
La Femme assise, à Louvain-la-Neuve.
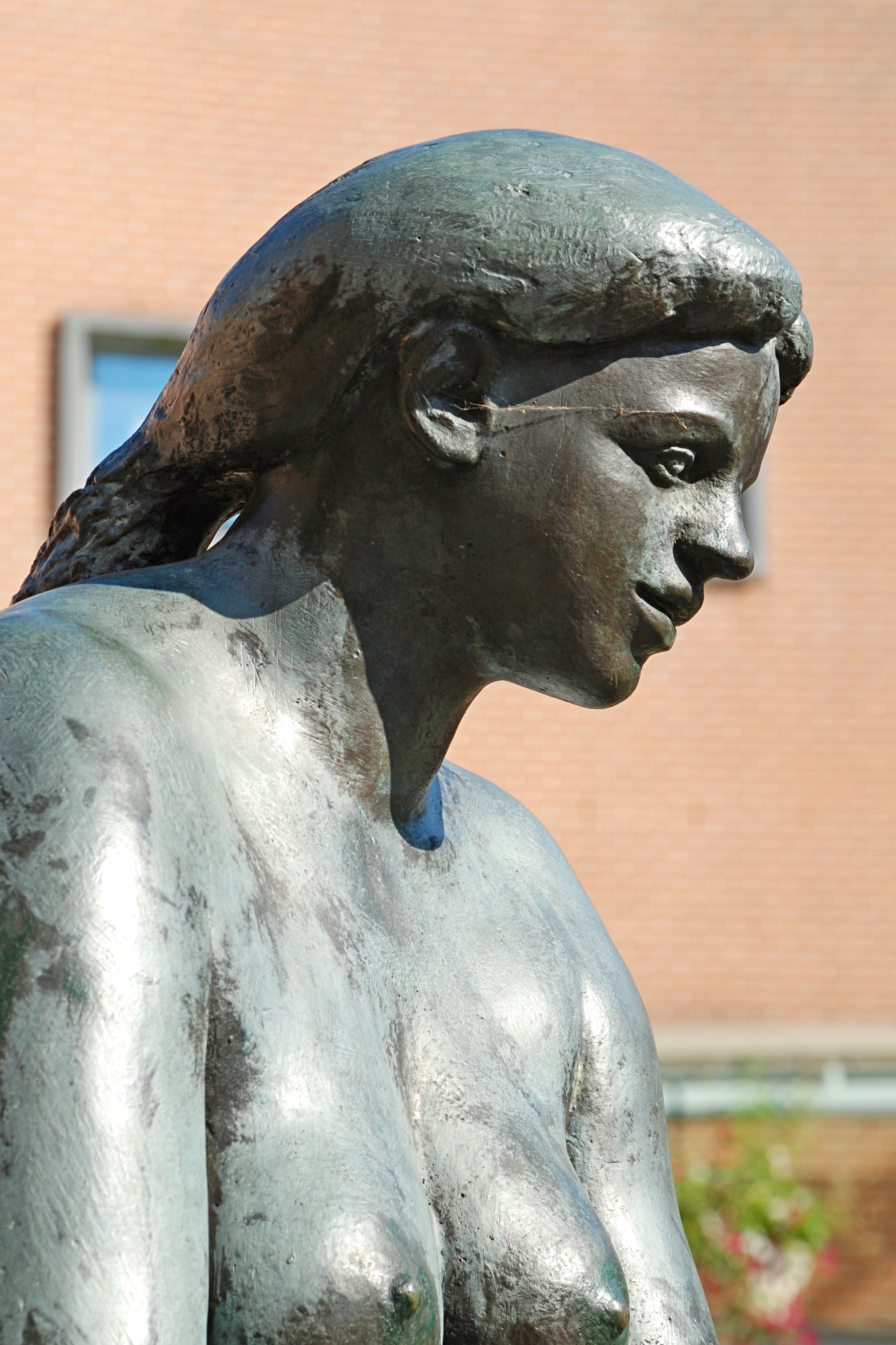
La Femme assise, à Louvain-la-Neuve, détail.

## Accessibilité
| ___ | Ce site est desservi par la station de métro : Gare Centrale. |

Louvain-la-Neuve : gare de Louvain-la-Neuve